# Junta Provisional Gubernativa
Die Junta Provisional Gubernativa (Vorläufiger Rat der Regierung) bestand aus einer Gruppe von zehn Politikern, die vom 9. März 1820 bis zum 9. Juli 1820 in Spanien die Aufgabe eines zwischen zwei Sitzungsperioden amtierenden Parlamentsausschusses wahrnahm.

## Entstehung der Junta
Aufgrund der revolutionären Entwicklung in Spanien Anfang 1820 infolge des Pronunciamientos des Oberstleutnants Rafael del Riego sah sich der König Ferdinand VII. gezwungen, einen Eid auf die Verfassung von Cádiz abzulegen und die Cortes nach den Regeln der Verfassung von Cádiz einzuberufen. In der Zwischenzeit sollte die Junta Provisional Gubernativa die Aufgaben des Parlamentes wahrnehmen.
Im Dekret vom 9. März 1820 gab Ferdinand VII. die Bildung der Junta bekannt. Bei den Mitgliedern der Junta handelte es sich um Personen die in der Öffentlichkeit als Liberale bekannte waren. Die bedeutendsten Führer der Liberalen standen nicht zur Verfügung, weil die meisten von ihnen im Exil lebten.
- Kardinal Luis María de Borbón y Vallabriga, Präsident der Junta ehemaliger Erzbischof von Toledo und Vetter zweiten Grades des Königs, letzter Vorsitzender des Regentschaftsrates von 1814
- Francisco Ballesteros war Vizepräsident der Junta, Militär, er amtierte 1815 als Kriegsminister.
- Manuel Abad y Queipo, gewählter Bischof von Valladolid de Mechoacan in Mexiko
- Manuel de Lardizábal y Uribe, Jurist, Mitglied der Königlichen Akademie für Sprachwissenschaft
- Mateo Valdemoros, ehemaliges Mitglied der Cortes von Cádiz, 1821 Innenminister
- Vicente Sancho Jurist, Militär, zur Zeit von Isabella II. Minister und Ministerpräsident
- Antonio Gil de Taboada Villamarín, Graf von Taboada
- Don Francisco Crespo de Tejada;
- Bernardo de Borja Tarrius, ehemaliges Mitglied der Cortes von Cádiz, ab 1841 Mitglied des Senats
- Ignacio de la Pezuela, Mitglied des Regentschaftsrats 1810–1814

## Stellung der Junta
Im Gegensatz zu ihrem Namen (Gubernativa) hatte die Junta keine direkten Regierungsaufgaben. Die Junta füllte eine Lücke aus, die durch den Verlust der bisherigen Macht entstanden war. Sie verkörperte die nationale Souveränität, bis sie auf die neuen Cortes überging. Alle wichtigen Entscheidungen gingen durch ihre Hände. Die Junta wurde von ihren Mitgliedern als Übergangsorgan angesehen, dass die Berechtigung für sein Handeln aus dem Volkswillen ableitete, der sich in den Aufständen dokumentierte und in der Legalisierung durch die Zustimmung des Königs. Die Junta nahm die Rechte wahr, die nach der Verfassung von Cádiz der Diputacion Permanente de Cortes (Art 157 ff) (Ausschuss der Cortes der zwischen den Sitzungen die Rechte des Parlaments wahrnimmt) zugestanden hätten. Die Junta nahm auch die Rechte wahr, die einem Regentschaftsrat (Art. 190f.) in der Verfassung von Cádiz zugestanden werden, mit der Einschränkung, dass der König die Entscheidungen gegenzeichnete. Auch die Rechte des Staatsrates (Art. 231 ff) wie z. B. Ernennung hoher Staatsbeamter, wurden von der Junta ausgeübt. Die Autorität der Junta ergab sich in erster Linie daraus, dass sich nahezu alle ihre Maßnahmen aus der Umbruchsituation ergaben und vorerst auf wenig begründete Kritik trafen. Die Tätigkeit der Junta geschah im Hintergrund. Nach Außen handelten der König bzw. die Minister.

## Tätigkeit der Junta
Die wichtigsten Sofortmaßnahmen auf Initiative der Junta waren eine Aussetzung der Strafverfolgung für politische Delikte. Dadurch war es den im Ausland lebenden liberalen Politikern möglich, nach Spanien zurückzukehren und an den Corteswahlen teilzunehmen. Auf Druck der Junta wurde am 10. März 1820 das alte Kabinett um das Innen- und das Überseeministerium erweitert und kurz darauf, am 18. März das gesamte Kabinett durch den König neu besetzt. Die sieben Mitglieder des neuen Kabinetts waren mit Ausnahme des Kriegs- und des Marineministers ehemalige Mitglieder der Cortes von Cádiz.
Mit dem Zusammentritt der neuen Cortes am 9. Juli 1820 stellte die Junta Provisional Gubernativa ihre Tätigkeit ein. In einem Manifesto dokumentierte sie die Situation bei ihrem ersten Zusammentritt und ihrer Tätigkeit.